# مسامر (روستا)
 مسامر  به عربی ( مَسامر )، روستایی است در دهستان یمانیه از توابع استان رَیمه در کشور یمن در شبه جزیره عربستان.

## جمعیت
جمعیت آن (۷۰ ) نفر (۸ خانوار) می‌باشد.